# 人妻戦隊アイサイガーPOWERED
『人妻戦隊アイサイガーPOWERED』（ひとづませんたいアイサイガーパワード）とは、2007年2月23日にDISCOVERYより発売された18禁（ソフ倫審査）のパソコンゲームソフトシリーズ第二弾タイトルである。
キャッチコピーは【あなたの愛で、強くなるっ!】
前作の「人妻戦隊アイサイガー」同様、人妻を基としたシミュレーションカードゲーム。新キャラクターとなる人妻戦士ほか、敵組織は一変、ライバルキャラ・敵巨大ロボット出現など、より戦隊モチーフが強調されている。その他、敵対する組織の設定が前作のバイオテクノロジーを主体とした組織構造と比較して、ストーリー構成がロボットアニメ的要素をモチーフに組み込んだ、ロボエロマニア受けの強い仕様となっている。

## あらすじ
魔教星団ダラクーザの脅威が去ってから半年。世界を救った人妻戦隊の存在は世間に広く認知され、侵略者による危機が去った現在でも、大規模な事故から小規模な事件まで種類問わず、多くの人々を救うヒーローとなっていた。
　星林女子学園に通う女子学生、桜坂　ひかり。彼女もまた、人妻戦隊に憧れる一人。実は彼女は現役女子校生でありながら、大好きな祖父に花嫁姿を見せたいと幼馴染である学園の古文教師と結婚した、隠れ人妻なのである。彼女は、憧れるだけでなくいつか一緒に戦いたいと夢見ていた。
　そんなある日、学園の体育教師が突然化け物に変貌し、ひかりを犯そうとする。恐怖に震えるひかり。もうダメ!と絶望しかけたその時、夢にまで見たあの人たちが現われる!
《あなたの愛で……強くなるっ!　人妻戦隊　アイサイガー!!》
　今、新たな侵略者『機生帝国ネクロイア』との戦いの火蓋が切られようとしていた。

## ゲームの流れ
ストーリーの流れは、前作と同様。詳しくは【こちら】を参照。カードの種類は30種増えた130種。なお、前作のセーブデータがあれば、カードデータを引き継ぐ事も可能。 前作ではカードバトルに負けた際、凌辱されるキャラクターは固定式だが、今回は対象キャラクターを全ヒロインから選択可能（一部除く）。
イベントパートに新キャラクターが登場。その他、機械姦関連描写が大部分を占めており、業界初『女性型巨大ロボットが襲われる』『出産する』という見所がプラス。従来の人間ファンユーザーのみならず、ロボエロユーザーからもツボ押しされるマニアックな内容となった。

## 登場人物
前作での詳細は人妻戦隊アイサイガーを参照。なお、メカニックについても便宜上本項に表記する。

### 人妻戦隊アイサイガー
直太郎が製作した同人誌『人妻戦隊アイサイガー』の具現化した装備を纏った人妻戦士。基本デザインは皆、エプロン。前作からデザインが一新されている。
今作から、本格的に人妻戦士に【属性】が付属するようになった。
守崎 美紅（もりさき みく）声：柴田蕗
- 名乗り＝『燃える炎の熱いバラ!　サイガーローズ!!』
- 人妻分類＝【新妻】

24歳。星林保育園で働く若手保育士で主人公の愛妻。属性は【火】
スピード戦法を得意とする炎の戦士。武器は出刃包丁を具現化した【デバ＝セイバー】。必殺技は、スピードを生かして敵を縦横に切り刻む【デバ＝セイバー　賽の目微塵切り】。
ソフィー・アンドレア・雪籐（ゆきとう）声：黒崎猫
- 名乗り＝『悪が吹き飛ぶ百合の風!　サイガーリリー!』
- 人妻分類＝【シスター＋未亡人】

30歳。修道院で住み込みで働いている国際結婚のシスター。警官であった夫の殉職を経験していることから、命の尊さを何よりも大切にしている。属性は【風】
アイサイガーのムードメーカーでパワーファイター。武器はサイクロン掃除機を具現化した【サイ＝クリーナー】。必殺技は、風速300メートルの逆噴射で敵を吹き飛ばす【サイ＝クリーナー　リバースタイフーン】。
菱堂 藍胡（ひしどう あいこ）声：まりもりん
- 名乗り＝『流転の水に咲くアヤメ……サイガーアイリス!』
- 人妻分類＝【子持ち】

36歳。事故で車椅子生活を送っている夫を献身的に支えている子持ち主婦。属性は【水】
敵の戦法を冷静に分析し、流水の如く攻撃を受け流す。武器は全自動洗濯機を具現化した【ビート＝ウォッシャー】。必殺技は、高圧の水流で敵を切り裂く【ビート＝ウォッシャー　アクアメーザー】。
アイサイオー
- 名乗り＝『鋼鉄（はがね）の人妻　アイサイオー』
- 人妻分類＝【巨大ロボット＋シングルマザー】

アイサイガーが搭乗する女性型巨大ロボ。『造影者（プロジェクシャン）』直太朗の追加構想から機体デザインが【裸エプロン】である事が明らかとなった。
後に娘・キョウサイオーによって中破されるも、復興したオルフィー星の超科学力と茜島重工のテクノロジーによって復活。
必殺技は【妻王剣・人妻千人斬り】
新登場戦士
新たに登場した人妻達。同人誌『人妻戦隊アイサイガー』の設定を追加想像した為に誕生した。
桜坂 ひかり（おうさか ひかり）声：西野みく
- 名乗り＝『聖（きよ）き光に舞うさくら　サイガーチェリー!』
- 人妻分類＝【幼妻】

18歳。星林女子学園に通う現役女子学生。属性は【光】
幼い頃、諸事情で書道家の祖父に引き取られた。祖父に花嫁姿を見せるため、兄弟子でもある幼馴染の礼と結婚。礼はひかりが通う学校の教師であるため、卒業までは秘密を守り通すため指輪をしていない（首飾りにしている）。おじいちゃんっ子で、朗らかで明るい普通の女子校生。「おじいちゃんが言ってました」が口癖で、祖父の言葉を引き合いに出しながら自分の意見を言うことが多い。
名前の通り桜のようにひらひらしたアーマーを着用。なぜかバイザーが無く素顔が見える。成長途中である為パワーも美紅たちに較べて低いが、根性でカバー。ネクロビースト化した人間を元の姿に戻す浄化の能力を持っているが、なぜそんな力があるのかは自分もわかっていない。
武器は巨大ほうきを具現化した【ルミネスブルーム】。本来は打撃用武器だが、主に筆のように使い、空中や敵の体に字を書くことでダメージを与えたり浄化したりする。必殺技は、「滅」の字を書くことで敵に大ダメージを与える【ルミネスブルーム　滅】。
茜島 蘭牙（あかねじま らんが）声：咲良さく
- 名乗り＝『闇に気高く、蘭の花……サイガーオーキッド!』
- 人妻分類＝【セレブ＋恐妻】

24歳。大企業集団・茜島財閥の総帥。属性は【闇】
幼い頃からセレブリティに暮らしている為か、プライドが非常に高く、二言目には「茜島の名にかけて！」と言うのが口癖。二年前に夫を亡くしているが、これは蘭牙の有能さゆえ夫が自信を失い自殺してしまったため。夫の葬儀の翌日から平然と激務をこなしていたため「鋼の恐妻」との異名をとる。
幼児期に美紅と同じ幼稚園だった時期があり、美紅からは幼馴染として親しく「ガッちゃん」と呼ばれるが、ほぼ逆恨みに近い憎しみを抱き、アイサイガーとして活躍する彼女に嫉妬して、もて余る財力と最先端を行く茜島重工の技術力を駆使し強化スーツ「キョウサイガー」を作らせた。
実はおばあちゃん子で、その辺ひかりと気が合う。
蘭をモチーフにした濃紺色のアーマーを着用。全員の中では一番露出度が高い。
武器は電子レンジの発熱部分を具現化した【グリルビュート】。必殺技は、巻きつけたまま発熱させ、敵を焼き尽くす【グリルビュート　ヘルファイヤー】。鞭として使用する様子は、恐妻を越えて女王様である。

#### 人妻戦隊を取り巻く人々
守崎 直太朗（もりさき なおたろう）
主人公。
趣味を公認された上に、『オルガカード』にイメージを投影できる能力の持ち主『造影者（プロジェクシャン）』であるがため、妻を愛しつつヅマスキーを全開している。
千葉 風見子（ちば ふみこ）声：平野響子
- 人妻分類＝【義母】

42歳。美紅の母で直太郎の義母。相も変わらずマイペース。
パンネルド・コーネリアス13世　声：児玉さとみ
通称「パン猫」。オルフィー星の王家に代々仕える従者で外見は猫そっくり。ダラクーザが滅んだ後、王妃とともにオルフィー星に帰っていたが、今回の地球の危機に際し、アイサイガーのサポートのため再びやってきた。
橘　くるみ（たちばな　くるみ）声：平野響子
修道院で、ソフィーと同室のシスター見習い。また、ひかりの学校でのクラスメートでもある。
菱堂　一輝（ひしどう　いっき）声：マジック
31歳。藍胡の夫。相変わらずリハビリに励んでいるようだが、今回はあまり出番はない。
滝腰　ひろみ　声：鉄滝次
通称「ジャイゴン」。インターネット喫茶『KASS（カス）』店主。相変わらず、乳が好き。新規カードの一部はここが入手場所になっている。
新登場人物
桜坂 龍童（おうさか りゅうどう）
人間国宝級の著名な書道家でひかりの祖父。近頃は体調を崩している。
霧山 礼（きりやま れい）
龍童の弟子の一人。星林女子学園の古文新米教師で女子生徒からの人気も高い。
幼い頃からひかりを知っており、妹のように思っている。夫婦となったが、はたして自分の思いはひかりを女性としてか、妹として思っているのか曖昧なことを自覚している為、彼女に本当に好きな人が現われるまでは指一本触れないでおこうと考えている。

### 茜島重工
サイガーオーキッドこと茜島蘭牙の所有する企業。
蘭牙のハトコ、茜島 源之助が社長を勤める。当初は敵対していたが、のちに改心した蘭牙によってそれまで個人で動いていた人妻戦隊を全面バックアップ。ドリルサイガー、デルタサイガーなどのサイガーマシンや、様々な武器開発を手がけることになる。
茜島 源之助（あかねじま げんのすけ）
茜島財閥所属の企業・茜島重工の社長。蘭牙のはとこで、キョウサイガープロジェクトの最高責任者である。
蘭牙のことは幼い頃から知っており、昔からなにかとこき使われている。

### 機生帝国　ネクロイア
自立思考する巨大コンピュータ《ネクロマザー》が統治する機生生命体帝国。
宇宙の平穏のため、行動原理が不確定な有機生命体は不要と考えたネクロマザーの命により、すべての生物を機生融合体【ネクロイド】に進化させるのが目的。 
女帝 ネクロマザー　声：永野らび
- 人妻分類＝【聖母】

身長57メートル。巨大な裸婦の姿をしたマザーコンピュータ。元々はプロフェッサー・ドクトの理想の母親像を具現化した存在だったが、大演算能力をもって思考した結果、不確定な事柄で動く人間の存在を嘆き、皆が同じ思考で動く機械帝国でもって種の安泰をもたらすべく行動した。
メカと生物の融合である機生生命体を次々に生み出す超生産能力を有し、数々の星の生態系を破壊し、住人をネクロイド化してきた。そのまなざしは慈愛に満ち、完璧なプロポーションをもつ。
アイサイオーの受精卵をその体に着床させ、キョウサイオーを代理出産する。
プロフェッサー・ドクト
元々は優秀な科学者で、ネクロマザーを作り上げるもその思想に依存。真っ先に我が身をネクロイド化したマッドサイエンティスト。
全ての元凶であり、ネクロマザーの容姿は彼の趣味。
蟲使い ドリエル　声：児玉さとみ
ネクロワームを操る少女型ネクロイド。仮面を付け、深々とフードをかぶっているので、素顔は見えず。常にグロッケンと共に行動している。三つ編みをしており、胸は無い。
拳闘士 グロッケン
ネクロマザーの肋骨から産みだされた上級機生生命体。ドリエルを肩に乗せ、地球上で隠密に活動を行う。ネクロビーストを巨大化する『ミューテーション・ブロウ』を放つ事ができる。
キョウサイガー
茜島重工が開発した強化スーツが、ネクロイアの策略により蘭牙と強制的に機生融合された姿。ネクロマザーの忠実な僕。キョウサイオーを操り、すさまじい力でアイサイガーとアイサイオーを圧倒する。
キョウサイオー
アイサイオーの受精卵からネクロマザーが生み出した巨大ロボット。攻撃力、防御力、スピードのすべてでアイサイオーを凌駕する、いわばアイサイオーの強化型。
ネクローン
いわゆる下級戦闘員。等身大だが、小型カプセル化して持ち運ぶこともできる。

## 用語
前作に登場した用語はこちらを参照。
『機生生命体（ネクロワーム）』
ネクロマザーが０から生み出す生命体。『父』という物をもたず、全てを母・ネクロマザーに依存する。形状は昆虫・触手・ヒルなど様々。全身から分泌するネクロミウム酸により有機生命体を半機械化（ネクロイド化）する特質を持つ。
単体でも雌雄とわず生殖行動を行う事で雌の次世代をネクロイド化、あるいは卵を産むことで繁殖可能。固体によっては人間と融合する場合もあり、その状態はネクロビーストと呼ぶ。生命の危機にさらされると、攻撃代謝反応を起こしネクロミウム酸を大量分泌、相手を道連れにネクロイド化する。
『ネクロイド』
生物と機生生命体が融合した存在。生物側の思考はほぼ全て支配され、機生生命体の思考・【絶対服従】を刷り込まれている。
『ネクロビースト』
ネクロイドの中でも、人間の雄種の特徴を濃く反映した存在。本能のまま見境無く牝種を襲うようになる。

## スタッフ
- シナリオ・ゲームデザイン：はまちょ
- 原画・キャラクターデザイン：ガンちゃん
- 音楽：
  - 1st主題歌：『POWERED LOVE』
作詞：はまちょ
作曲：ウルフ
歌：SATOMI
  - 2nd主題歌：『愛の勇者 パワードアイサイオー!』
作詞：はまちょ
作曲：ウルフ
歌：SATOMI
  - エンディング：『ひかり』
作詞：瀧沢一留
作曲：八乙女葦菜
歌：瀧沢一留